# Estèsicles
Estèsicles (llatí: Stesicles, grec antic: Στησικλῆς) fou un militar atenenc. Fou enviat el 373 aC amb 600 homes en ajut del partit democràtic de Còrcira, contra els lacedemonis dirigits per Mnasip; seixanta vaixells dirigits per Timoteu l'havien de seguir. Estèsicles, amb ajut d'Àlcetes I de l'Epir, va entrar a la ciutat de Còrcira de nit, va unir als demòcrates i va dirigir una sèrie d'operacions que van portar a diverses derrotes dels lacedemonis fins que la flota de Mnasip va sortir de l'illa, abans fins i tot de l'arribada d'Ifierates, que dirigia la flota d'avantguarda de Timoteu.
Xenofont l'esmenta com Estèsicles, però Diodor de Sicília li dona el nom de Ctèsicles i diu que abans de les operacions de Còrcira havia dirigit les operacions a Zacint contra els espartans i en favor dels exiliats de Zacint que havien estat restaurats per Timoteu. Johann Gottlob Schneider reconciliaria ambdós autors suposant que se li va ordenar procedir de Zacint a Corcira, ni això sembla tan incompatible amb el text de Xenofont com representen Connop Thirlwall i Carl Rehdantz.